# Laiyangosaurus youngi
Laiyangosaurus youngi — вид птахотазових динозаврів родини гадрозаврових (Hadrosauridae).

## Історія відкриття

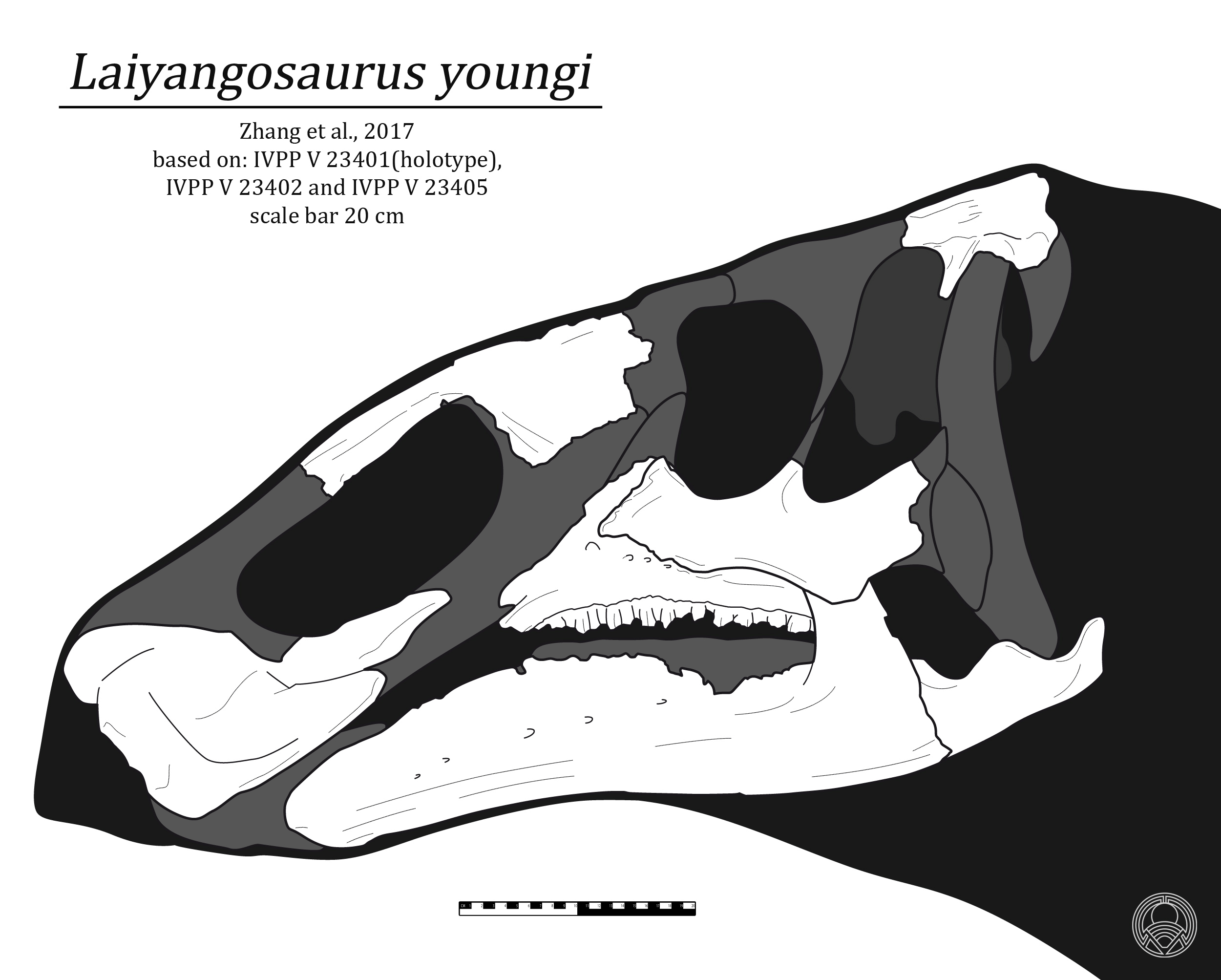
Діаграма черепа (відомий матеріал білим)

Частковий череп динозавра виявлений у 2010 році у відкладеннях формації Цзінанкоу у провінції Шаньдун на сході Китаю. У цьому ж місцезнаходженні у середині XX століття знайдені рештки цинтаозавра.
У 2017 році рештки досліджені командою китайських науковців. Було описано новий вид і рід. Вид названо на честь Яна Чжунцзяня — китайського палеонтолога, засновника Інституту палеонтології хребетних і палеоантропології Китайської академії наук.

## Опис
За оцінками, динозавр сягав 8 м завдовжки. Верхній край носової кістки плоский. На черепі немає гребеня.